# 1620 в Україні

## Події

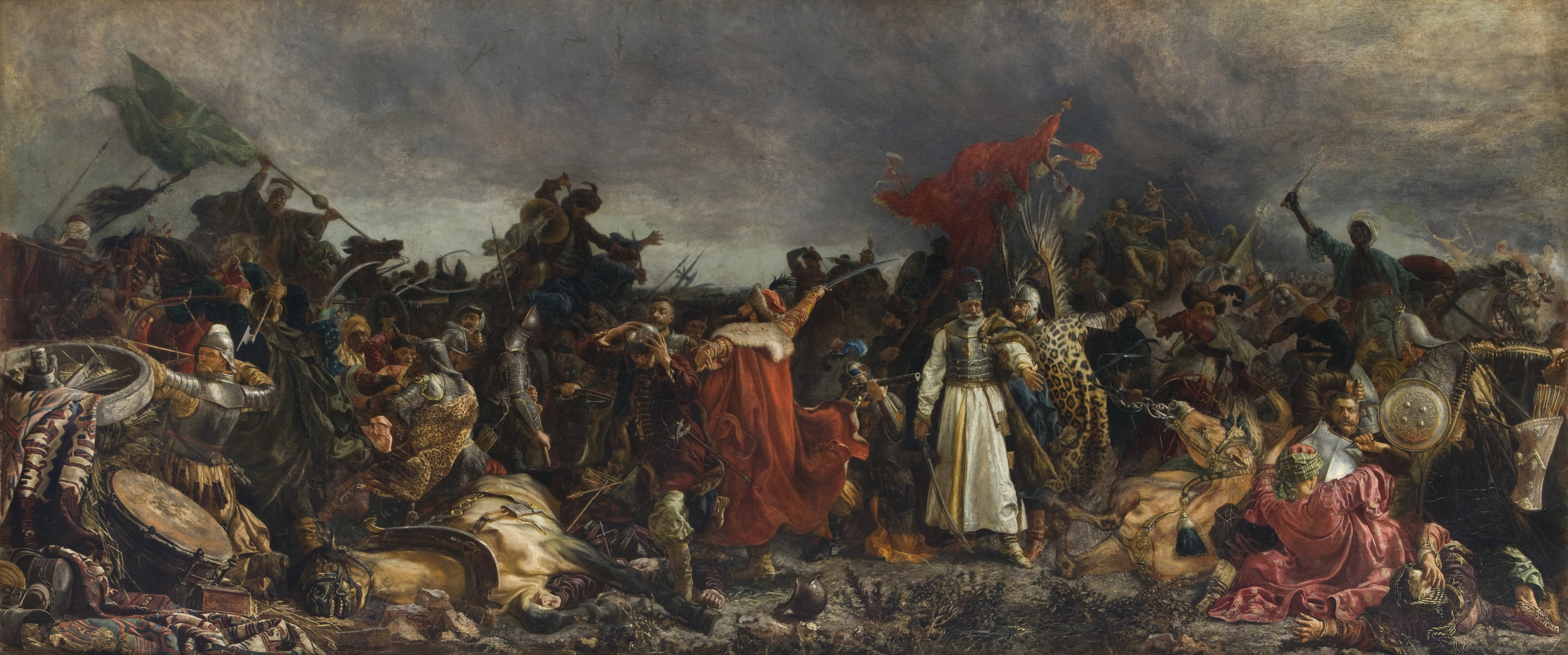
Цецорська битва. Картина Вітольда Півніцького.

- Хотинська війна, 17 вересня-7 жовтня поблизу Ясс відбулася Цецорська битва. Польське військо Станіслава Жолкевського зазнало поразки від турецько-татарського війська Іскандера-паші. У битві загинув підстароста чигиринський Михайло Хмельницький і потрапив до полону його син Богдан Хмельницький, загинули Станіслав Жолкевський, Валентій-Олександр Калиновський.
- Жовтень. За деякими джерелами 60-тисячна татарська армія пішла на Покуття та рушила на Львів, спустошуючи все навколо й поверталася з походу з багатствами та більше як 100 тисячами полонених русинів (українців), постраждав Калуш.
- Місія Феофана III в Україні. Єрусалимський патріарх Феофан висвятив нового київського митрополита Йова Борецького та кількох єпископів.

## Особи

### Народились
- Володийовський Юрій (1620—1672) — шляхтич гербу Корчак, перемиський стольник, військовий командувач.
- Йоаникій Галятовський (1620—1688) — український православний монах, архімандрит Єлецького монастиря в Чернігові (1669—1688). Випускник, викладач і ректор (1657—1669) Києво-Могилянській колегії.
- Олександр Конецпольський (1620—1659) — воєначальник, державний діяч Речі Посполитої, князь.
- Лизогуб Яків Кіндратович (1620—1698) — український військовий і політичний діяч, полковник канівський (1666—1669), чернігівський (1687—1698).
- Рубан Данило Семенович (1620—1678) — сотник Глухівської сотні у 1671 році.
- Михайло Ханенко (1620—1680) — український військовий, політичний і державний діяч. Гетьман Війська Запорозького, голова козацької держави на Правобережній Україні (1669—1674 роки).
- Данило Ярмоленко (1620—1678) — наказний гетьман Лівобережної України (вересень-грудень 1665). Полковник Переяславського полку. Дипломат в урядах Гетьмана Івана Брюховецького та Гетьмана Петра Дорошенка.

## Засновані, зведені
- Київська митрополія (1620—1685)
- Завалівський замок
- Кобеляки
- Прикордонна Улашанівка
- Прислуч (Полонський район)
- Тимоновичі